# Горячее дутьё

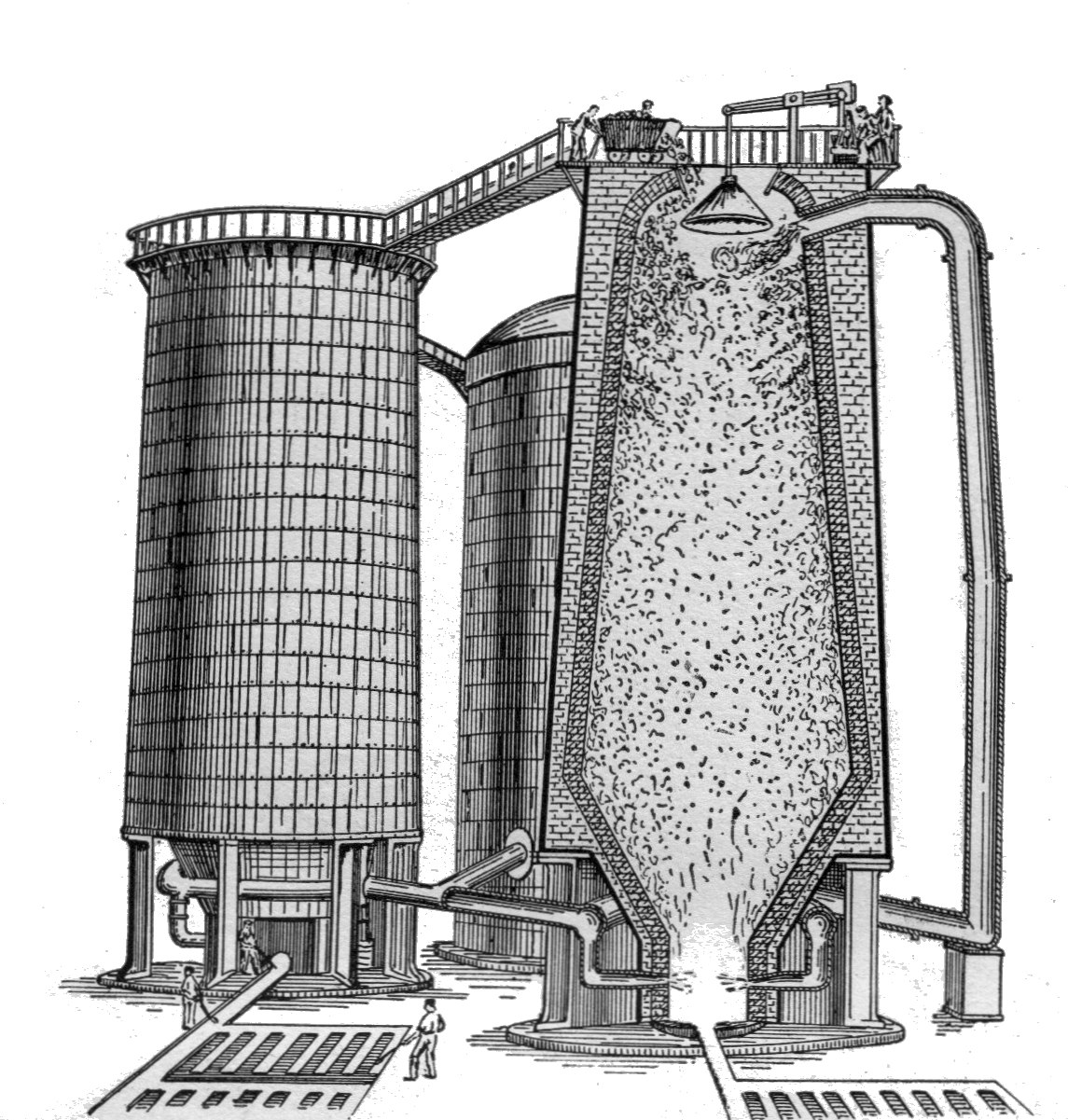
Схема горячего дутья: горячие газы из домны (в разрезе) отводятся в теплообменники-кауперы (на заднем плане), где используются для подогрева воздуха для дутья

Горя́чее дутьё — в металлургическом производстве: подача в промышленный теплотехнический агрегат (печь) подогретого воздуха с целью уменьшения расхода топлива и увеличения производительности печи. Горячее дутьё стало одним из самых важных изобретений промышленной революции, его внедрение позволило в течение короткого времени сократить расход топлива на единицу выплавленной стали втрое.

## История
Согласно А. Г. Романенко, подогрев воздуха, вдуваемого в домну, был предложен Седдегером в 1799 году, последующие эксперименты проводил Лейкс в 1812—1822 годах — однако эти исследования не получили поддержки у металлургов-практиков.
11 сентября 1828 года Джеймс Бомон Нилсон получил патент на использование горячего дутья (британский патент № 5701) и в 1829 году осуществил нагрев дутья на заводе Клайд в Шотландии. Использование в доменной печи нагретого только до 150 °С дутья вместо холодного привело к снижению удельного расхода коксующегося угля, применяемого в доменной плавке, на 36 %. Нилсон подогревал воздух в отдельной внешней печи, где топливом служил более дешёвый каменный уголь. Однако, кованые короба, которые он использовал для подогрева воздуха, быстро прогорели.
К 1831 году температура воздуха была доведена до 300—400 °С (на заводе англ. Calder Ironworks), что позволило использовать антрацит вместо коксующегося угля в самой домне. Воздух теперь подогревался в чугунных трубах, проходивших внутри отдельной печи.
В 1834 году Вильям Фабер дю Фаур предложил использовать тепло от дожигания отходящих доменных газов. Тогда же английские металлурги впервые попробовали подогревать воздух, используя тепло самой домны. В 1845 году Джеймс П. Бадд создал более практичный способ использования отходящих газов, разместив теплообменник наверху домны.
19 мая 1857 года Э. А. Каупер запатентовал воздухонагреватели (британский патент № 1404), также называемые регенераторами или кауперами, для доменного производства, позволяющие сэкономить значительные количества кокса.

### Внедрение в России
Впервые в России горячее дутьё было применено в декабре 1834 года на Кончезерском заводе на доменной печи № 1 в течение двух суток. Директор Олонецких заводов Р. А. Армстронг отчитался об отсутствии положительного эффекта. В 1835 году П. Г. Соболевскому и Г. А. Иоссе было поручено провести исследование по применению горячего дутья на Александровском заводе. Был построен воздухонагреватель, опытные плавки велись в течение 2,5 месяцев 1836 года. В начале 1837 года была проведена последняя опытная плавка, дальнейшие исследования нагрева дутья на Олонецких заводах были приостановлены. Первые успешные плавки с применением горячего дутья в вагранках и доменных печах были осуществлены в 1836 году на Выксунском заводе.
В 1870 году по приглашению Российского правительства австрийский металлург П. фон Туннер посетил промышленную выставку в Санкт-Петербурге и осмотрел уральские металлургические заводы. Он отмечал техническую и организационную отсталость металлургии Урала, остатки крепостных устоев и высокую себестоимость продукции. В частности, он обращал внимание на крайне низкую долю уральских доменных печей, работающих на горячем дутье.
Только в 1880-х годах после широкого распространения каменноугольного кокса в качестве топлива для доменных печей на Юге России была освоена промышленная плавка на горячем дутье. На Урале к 1910 году действовали 4 доменных печи на холодном дутье. Только к 1914 году доля уральских печей на горячем дутье достигла 100 %.